# Кубок Словенії з футболу
Ку́бок Слове́нії з футбо́лу (словен. Pokal Hervis) — другий за значимістю після чемпіонату футбольний турнір у Словенії, у якому визначається володар національного кубка. Проходить за системою плей-оф. Заснований у 1991 році.

## Переможці
Команди, що виділені курсивом більше не існують.
| Клуб      | Перемоги | Переможні роки                                       |
| --------- | -------- | ---------------------------------------------------- |
| Марибор   | 9        | 1992, 1994, 1997, 1999, 2004, 2010, 2012, 2013, 2016 |
| Олімпія   | 8        | 1993, 1996, 2000, 2003, 2018, 2019, 2021, 2023       |
| Копер     | 4        | 2006, 2007, 2015, 2022                               |
| Горіца    | 3        | 2001, 2002, 2014                                     |
| Домжале   | 2        | 2011, 2017                                           |
| Інтерблок | 2        | 2008, 2009                                           |
| Мура      | 2        | 1995, 2020                                           |
| Цельє     | 2        | 2005, 2025                                           |
| Рудар     | 1        | 1998                                                 |
| Рогашка   | 1        | 2024                                                 |